# Neolophonotus culinarius
Neolophonotus culinarius là một loài ruồi trong họ Asilidae. Neolophonotus culinarius được Londt miêu tả năm 1985. Loài này phân bố ở vùng nhiệt đới châu Phi.